# 恰多別茨河

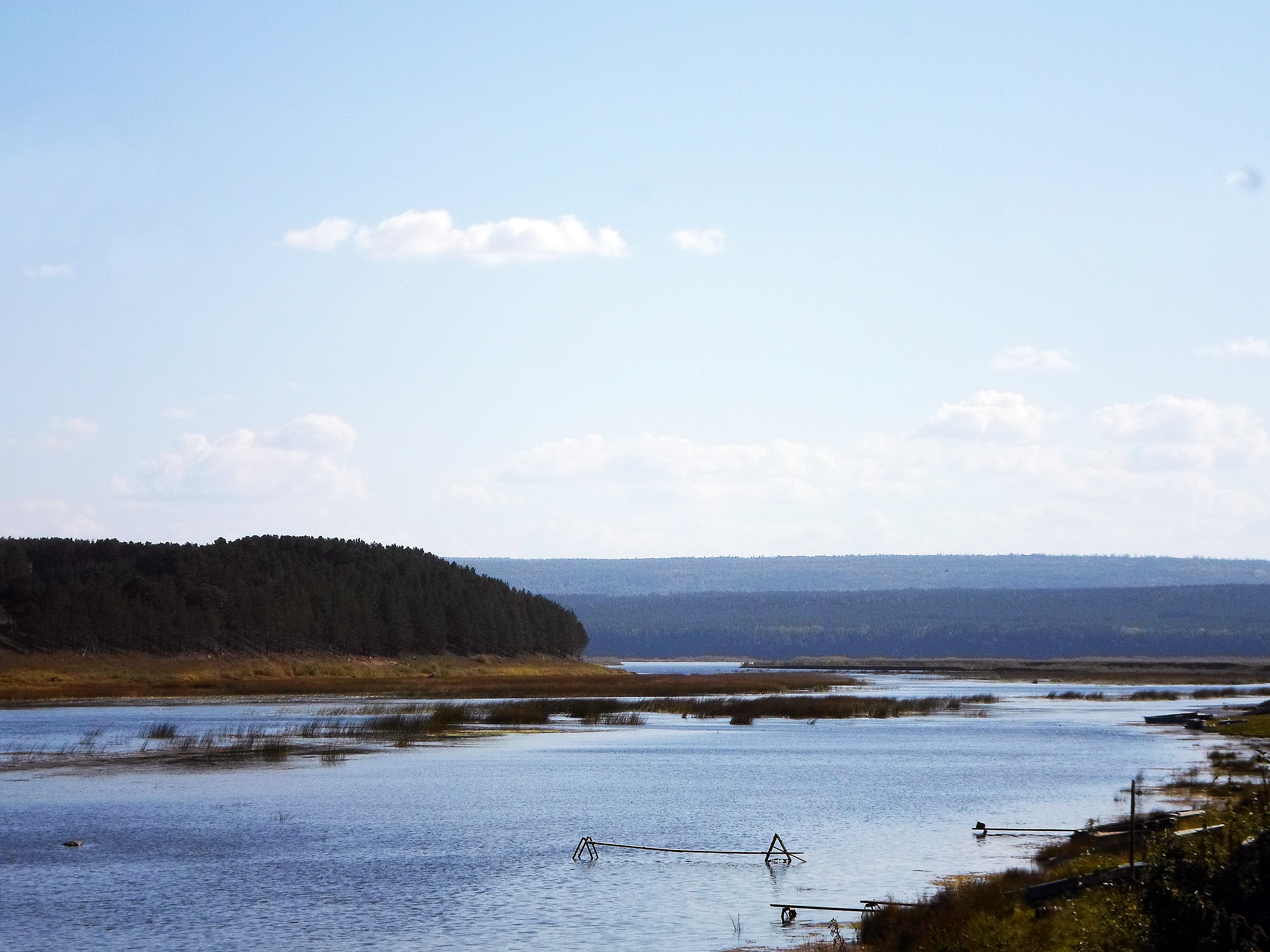
恰多別茨河河口

恰多別茨河是俄羅斯的河流，屬於安加拉河的右支流，由克拉斯諾亞爾斯克邊疆區負責管轄，河道全長647公里，流域面積19,700平方公里，河水主要來自雨水和融雪，流經中西伯利亞高原，每年十月至翌年五月結冰。